# Пила (медиафраншиза)
«Пила́» (англ. Saw) — американская медиафраншиза ужасов, связанных общей тематикой. Идея принадлежит сценаристу Ли Уоннеллу и режиссёру Джеймсу Вану. 23 июля 2010 года (до выхода «Пилы 3D») серия фильмов была занесена в Книгу рекордов Гиннесса как самый кассовый хоррор-киносериал всех времён, собрав по всему миру 1 016 891 688 долл., обогнав такие ставшие классикой франшизы, как «Пятница, 13-е», «Кошмар на улице Вязов», «Хэллоуин», «Детские игры», «Психо», «Техасская резня бензопилой» и «Крик».
Позже серия уступила звание самой кассовой другой серии хоррор-фильмов от того же режиссёра — «Заклятие», собравшей более 1,9 млрд долл. Некоторое время спустя серия была понижена до 3-го места в количестве прибыли ещё одной популярной хоррор-франшизой - «Оно», собравшей свыше 1,1 млрд долл.
В мае 2019 года медиакомпания Lionsgate сообщила о выходе нового фильма франшизы. Новый фильм вышел в мае 2021 года. Также было объявлено, что в съёмочном процессе будет участвовать американский комик Крис Рок, написавший сюжет. Режиссёром фильма вновь стал Даррен Линн Боусман.
Премьера десятого фильма серии состоялась 27 октября 2023 года.
Франшиза собрала более 1 млрд долл. от кассовых сборов и розничных продаж. Серия фильмов в целом получила в основном смешанные и отрицательные отзывы среди критиков, однако остаётся положительно оцененной среди большинства зрителей, располагая многочисленным количеством фанатов франшизы по всему миру. В то время как некоторые критики называли фильмы, которые приобрели репутацию крайне жестоких, «порно с пытками», создатели франшизы и большинство её поклонников не согласны с этой характеристикой.

## Содержание
Главная связующая линия строится на убеждениях серийного убийцы Джона Крамера по прозвищу «Конструктор», который после ряда трагических событий в своей жизни пришёл к выводу, что большинство людей не ценят свою жизнь и не смогут этого изменить, пока не встретятся лицом к лицу со смертью. С течением времени данные убеждения сформировали мировоззрение или философию, на реализацию которой Джон Крамер отдал всю оставшуюся жизнь.
Будучи по профессии промышленным дизайнером-конструктором, Джон Крамер изготовлял различные смертельные механические устройства, называемые «ловушками», и помещал в них жертвы в бессознательном состоянии. Очнувшейся жертве с экрана телевизора или по диктофону предлагалось за короткое время (как правило, 60 секунд) выполнить задание (называемое «правилами»), в большинстве случаев связанное с членовредительством. В некоторых случаях задание могло быть обычной загадкой, шарадой или основанным на игре слов. Если жертва не выполняла задание за отведенное время, её неминуемо ждала скорая смерть. Сам процесс Джон Крамер называет «игрой» или «испытанием», а единственный способ остаться в живых — «играть по правилам». Лишь некоторые жертвы решились выполнить задание и остались в живых.
Джон Крамер был назван «Конструктором» в связи с тем, что на трупах некоторых своих жертв он вырезал маленький кусочек кожи в форме пазла, олицетворяющий то, что человеку не хватило одной детали, жажды жизни, чтобы остаться в живых. С течением фильмов мы узнаем главного антагониста всё ближе, с разных сторон. В прошлом Джон работал инженером, имел большой успех, был женат и счастлив. Но в какой-то момент всё в его жизни стало рушиться. Его жена Джилл Так была беременна и у них должен был родиться мальчик, которому они дали имя Гидеон ещё до рождения. Однако обстоятельства сложились таким образом, что один наркоман на пару со своей сообщницей Амандой Янг пытались достать себе наркотики из клиники, в которой работала Джилл, и в результате из-за неосторожности парень убивает ребёнка ударом двери по животу супруги Джона.
Однако не только это послужило отправной точкой в создании личности серийного убийцы. После смерти сына Джон Крамер замыкается в себе и работает над созданием испытания для наркомана, по вине которого умер его сын. Почти сразу после этого происходит второе несчастье. Джону сообщают страшный диагноз — рак. Опухоль неоперабельна. В связи с этими событиями будущий Конструктор смерти решает покончить с собой, спустившись на своей машине с утёса и, чудом оставшись в живых, окончательно убеждается в надёжности своего метода. Он испытал его на себе, стал ценить свою жизнь и решил, что его цель — показать свой метод на практике отравленному, по его мнению, обществу.
Сам Конструктор не считает себя убийцей и, более того, не любит и презирает убийц. В его ловушках жертва не всегда имела шанс выжить и выбраться из ловушки, чтобы измениться (например наркоман сокамерник Аманды из первого фильма). Хотя сам Конструктор полагал иначе. Джон хотел менять людей, а не убивать их, но, к сожалению, его испытания иногда оказывались слишком сложными. Также можно заметить, что есть ловушки, из которых было невозможно выбраться, однако это объясняется тем, что не все испытания были подготовлены Джоном.
В третьем эпизоде Джон Крамер умирает от рук Джеффа Денлона, ещё одной из жертв, но это совсем не значит, что «игра» закончена. За отведённое ему время Джон сумел найти себе помощников — Аманду Янг, Марка Хоффмана, Лоуренса Гордона, Логана Нельсона, которые пускай не так эффективно, но всё же продолжили его дело, дабы люди научились ценить свою жизнь.

## Основные персонажи
В таблице перечислены персонажи, появляющиеся в двух и более фильмах вселенной «Пилы».
| Character               | Пила: Игра на выживание | Пила 2          | Пила 3           | Пила 4           | Пила 5           | Пила 6           | Пила 3D           | Пила 8      | Пила: Спираль | Пила X           |
| Character               | 2004                    | 2005            | 2006             | 2007             | 2008             | 2009             | 2010              | 2017        | 2021          | 2023             |
| ----------------------- | ----------------------- | --------------- | ---------------- | ---------------- | ---------------- | ---------------- | ----------------- | ----------- | ------------- | ---------------- |
| Джон Крамер Конструктор | Тобин Белл              | Тобин Белл      | Тобин Белл       | Тобин Белл       | Тобин Белл       | Тобин Белл       | Тобин Белл        | Тобин Белл  | Тобин БеллФ   | Тобин Белл       |
| Аманда Янг              | Шони Смит               | Шони Смит       | Шони Смит        | Шони СмитА       | Шони СмитА       | Шони Смит        | Шони СмитА        |             |               | Шони Смит        |
| Лоуренс Гордон          | Кэри Элвес              | Кэри ЭлвесГ     | ТелоК            | Упоминается      | Упоминается      | Упоминается      | Кэри Элвес        |             |               |                  |
| Адам Стэнхейт           | Ли Уоннелл              | Ли УоннеллГC    | Ли Уоннелл       |                  | Упоминается      | Ли УоннеллА      | Ли УоннеллАГС     |             |               | Ли УоннеллC      |
| Зеп Хиндл               | Майкл Эмерсон           | Майкл ЭмерсонГC | Майкл ЭмерсонАC  |                  | Упоминается      |                  | Майкл ЭмерсонАC   |             |               | Майкл ЭмерсонC   |
| Дэвид Тэпп              | Дэнни Гловер            |                 | Дэнни ГловерА    |                  | Дэнни ГловерАФ   |                  |                   |             |               |                  |
| Стивен Синг             | Кен Люн                 |                 | Кен ЛюнА         |                  | Кен ЛюнФ         |                  |                   |             |               |                  |
| Эллисон Кэрри           | Дина Мейер              | Дина Мейер      | Дина Мейер       | Дина Мейер       | Дина МейерФ      |                  |                   |             |               |                  |
| Эрик Мэтьюз             |                         | Донни Уолберг   | Донни Уолберг    | Донни Уолберг    | Донни УолбергАФ  |                  |                   |             |               |                  |
| Дэниел Ригг             |                         | Лайрик Бент     | Лайрик Бент      | Лайрик Бент      | Лайрик БентАФ    |                  |                   |             |               |                  |
| Дэниэл Мэттьюс          |                         | Эрик Кнудсен    | Эрик КнудсенА    | Эрик КнудсенФ    | ТелоК            |                  | Эрик КнудсенА     |             |               |                  |
| Оби Тейт                |                         | Тимоти Бёрд     | Тимоти БёрдК     | Тимоти БёрдФ     | Тимоти БёрдК     |                  | Тимоти БёрдА      |             | Тимоти БёрдФ  |                  |
| Ксавье                  |                         | Фрэнки Джи      | Фрэнки ДжиК      |                  | Фрэнки ДжиК      |                  | Фрэнки ДжиА       |             |               |                  |
| Марк Хоффман            |                         |                 | Костас МэндилорК | Костас Мэндилор  | Костас Мэндилор  | Костас Мэндилор  | Костас Мэндилор   |             |               | Костас МэндилорК |
| Джилл Так               |                         |                 | Бетси РасселК    | Бетси Рассел     | Бетси Рассел     | Бетси Рассел     | Бетси Рассел      | Упоминается |               |                  |
| Джефф Денлон            |                         |                 | Ангус Макфадьен  | Ангус МакфадьенК | Ангус МакфадьенА | Ангус МакфадьенА | Упоминается       |             |               |                  |
| Линн Денлон             |                         |                 | Бахар Сумех      | Бахар СумехА     | Бахар СумехА     | Бахар СумехА     | Бахар СумехА      |             |               |                  |
| Корбетт Денлон          |                         |                 | Нив Уилсон       | Нив УилсонК      |                  |                  |                   |             |               |                  |
| Питер Страм             |                         |                 |                  | Скотт Паттерсон  | Скотт Паттерсон  | Scott PattersonА |                   |             |               |                  |
| Линдси Перес            |                         |                 |                  | Афина Карканис   | Афина КарканисА  | Афина Карканис   |                   |             |               |                  |
| Дэн Эриксон             |                         |                 |                  |                  | Марк Ролстон     | Марк Ролстон     |                   |             |               |                  |
| Брит                    |                         |                 |                  |                  | Джули Бенц       | Упоминается      |                   |             |               |                  |
| Маллик                  |                         |                 |                  |                  | Грег Брайк       | Упоминается      | Грег Брайк        |             |               |                  |
| Памела Дженкинс         |                         |                 |                  |                  | Саманта Лемоул   | Саманта Лемоул   | Упоминается       |             |               |                  |
| Уильям Истон            |                         |                 |                  |                  |                  | Питер Аутербридж | Питер АутербриджФ |             |               |                  |

## Съёмочная группа
| Роль         | Фильм                                 | Фильм                                 | Фильм                                 | Фильм                                        | Фильм                                 | Фильм                                 | Фильм                                 | Фильм                                 | Фильм                          | Фильм                          |
| Роль         | Пила: Игра на выживание               | Пила 2                                | Пила 3                                | Пила 4                                       | Пила 5                                | Пила 6                                | Пила 3D                               | Пила 8                                | Пила: Спираль                  | Пила X                         |
| ------------ | ------------------------------------- | ------------------------------------- | ------------------------------------- | -------------------------------------------- | ------------------------------------- | ------------------------------------- | ------------------------------------- | ------------------------------------- | ------------------------------ | ------------------------------ |
| Режиссёр     | Джеймс Ван                            | Даррен Линн Боусман                   | Даррен Линн Боусман                   | Даррен Линн Боусман                          | Дэвид Хакл                            | Кевин Гротерт                         | Кевин Гротерт                         | Братья Спириги                        | Даррен Линн Боусман            | Кевин Гротерт                  |
| Продюсер     | Грегг Хоффман, Орен Коулз и Марк Берг | Грегг Хоффман, Орен Коулз и Марк Берг | Грегг Хоффман, Орен Коулз и Марк Берг | Грегг Хоффман, Орен Коулз и Марк Берг        | Грегг Хоффман, Орен Коулз и Марк Берг | Грегг Хоффман, Орен Коулз и Марк Берг | Грегг Хоффман, Орен Коулз и Марк Берг | Грегг Хоффман, Орен Коулз и Марк Берг | Орен Коулз и Марк Берг         | Орен Коулз и Марк Берг         |
| Сценарист    | Ли Уоннелл                            | Ли Уоннелл и Даррен Линн Боусман      | Ли Уоннелл,                           | Патрик Мелтон и Маркус Данстэн               | Патрик Мелтон и Маркус Данстэн        | Патрик Мелтон и Маркус Данстэн        | Патрик Мелтон и Маркус Данстэн        | Джош Столберг и Пит Голдфингер        | Джош Столберг и Пит Голдфингер | Джош Столберг и Пит Голдфингер |
| Сюжет        | Джеймс Ван и Ли Уоннелл               | Ли Уоннелл и Даррен Линн Боусман      | Джеймс Ван и Ли Уоннелл               | Томас Фентон, Патрик Мелтон и Маркус Данстэн | Патрик Мелтон и Маркус Данстэн        | Патрик Мелтон и Маркус Данстэн        | Патрик Мелтон и Маркус Данстэн        | Джош Столберг и Пит Голдфингер        | Крис Рок                       | Джош Столберг и Пит Голдфингер |
| Оператор     | Дэвид Армстронг                       | Дэвид Армстронг                       | Дэвид Армстронг                       | Дэвид Армстронг                              | Дэвид Армстронг                       | Дэвид Армстронг                       | Брайан Гедж                           | Бен Нотт                              | Джордан Орам                   | Ник Мэтьюз                     |
| Монтажёр     | Кевин Гротерт                         | Кевин Гротерт                         | Кевин Гротерт                         | Кевин Гротерт и Бретт Салливан               | Кевин Гротерт                         | Эндрю Коуттс                          | Эндрю Коуттс                          | Кевин Гротерт                         | Дев Сингх                      | Кевин Гротерт                  |
| Композитор   | Чарли Клоузер                         | Чарли Клоузер                         | Чарли Клоузер                         | Чарли Клоузер                                | Чарли Клоузер                         | Чарли Клоузер                         | Чарли Клоузер                         | Чарли Клоузер                         | Чарли Клоузер                  | Чарли Клоузер                  |
| Рейтинг MPAA | R                                     | R                                     | R                                     | R                                            | R                                     | R                                     | R                                     | R                                     | R                              | R                              |
| Длительность | 102 мин.                              | 92 мин.                               | 108 мин.                              | 92 мин.                                      | 92 мин.                               | 90 мин.                               | 90 мин.                               | 92 мин.                               | 93 мин.                        | 118 мин.                       |

## Приём

### Кассовые сборы
| Фильм   | Кассовые сборы в том числе, $: | Кассовые сборы в том числе, $: | Кассовые сборы в том числе, $: | Бюджет     | Источник |
| Фильм   | США                            | Другие страны                  | Всего                          | Бюджет     | Источник |
| ------- | ------------------------------ | ------------------------------ | ------------------------------ | ---------- | -------- |
| Пила    | 55 185 045                     | 47 911 300                     | 103 096 345                    | $1-1,2 млн | [ 10 ]   |
| Пила 2  | 87 039 965                     | 60 708 540                     | 147 748 505                    | $4 млн     | [ 11 ]   |
| Пила 3  | 80 238 724                     | 84 635 551                     | 164 874 275                    | $10 млн    | [ 12 ]   |
| Пила 4  | 63 300 095                     | 76 052 538                     | 139 352 633                    | $10 млн    | [ 13 ]   |
| Пила 5  | 56 746 769                     | 57 117 290                     | 113 864 059                    | $10,8 млн  | [ 14 ]   |
| Пила 6  | 27 693 292                     | 40 540 337                     | 68 233 629                     | $11 млн    | [ 15 ]   |
| Пила 3D | 45 710 178                     | 90 440 256                     | 136 150 434                    | $17 млн    | [ 16 ]   |
| Пила 8  | 38 052 832                     | 64 900 056                     | 102 952 888                    | $10 млн    | [ 17 ]   |
| Спираль | 23 216 862                     | 17 392 032                     | 40 618 920                     | $20 млн    | [ 18 ]   |
| Пила X  | 53 607 898                     | 58 605 100                     | 112 212 998                    | $13 млн    | [ 19 ]   |
| Итого   | 477 183 762                    | 539 697 900                    | 1 016 891 688                  | $107 млн   |          |

### Отзывы критиков и зрителей
В списке IGN из двадцати пяти лучших кинофраншиз всех времен серия «Пила» заняла 25-е место.
| Фильм   | Rotten Tomatoes     | Metacritic       | CinemaScore |
| ------- | ------------------- | ---------------- | ----------- |
| Пила    | 50 % (188 рецензий) | 46 (32 рецензии) | C+          |
| Пила 2  | 37 % (122 рецензии) | 40 (28 рецензий) | B+          |
| Пила 3  | 30 % (94 рецензии)  | 48 (16 рецензий) | B           |
| Пила 4  | 18 % (83 рецензии)  | 36 (16 рецензий) | B           |
| Пила 5  | 13 % (76 рецензий)  | 20 (13 рецензии) | C           |
| Пила 6  | 39 % (74 рецензии)  | 30 (12 рецензии) | B           |
| Пила 3D | 9 % (81 рецензия)   | 24 (17 рецензий) | B-          |
| Пила 8  | 32 % (92 рецензии)  | 39 (18 рецензий) | B           |
| Спираль | 37 % (225 рецензий) | 40 (33 рецензии) | B-          |
| Пила X  | 79 % (141 рецензии) | 60 (24 рецензии) | B           |